# Samuel Pfeifer
Samuel Pfeifer (* 1952) ist ein Schweizer Mediziner sowie Facharzt und Professor für Psychiatrie und Psychotherapie. Er ist bekannt durch zahlreiche Bücher, Fachartikel und Vorträge. Ein besonderes Anliegen ist ihm das Zusammenwirken von Medizin und christlichem Glauben, Therapie und Seelsorge.

## Leben und Wirken
Samuel Pfeifer studierte Medizin an der Universität Zürich und anschließend Psychologie und Theologie an der Biola University, einer privaten Hochschule mit evangelikaler Ausrichtung in Kalifornien. Darauf folgte in der Schweiz die Ausbildung zum Facharzt für Psychiatrie und Psychologie. Von 1988 bis 2015 war Pfeifer Chefarzt der psychiatrischen Klinik Sonnenhalde in Riehen bei Basel. Ab Mai 2015 führt er in Riehen eine eigene Praxis.
2015 wurde er von der Evangelischen Hochschule Tabor in Marburg zum Professor für Psychotherapie und Psychiatrie berufen und ernannt und lehrt dort im Master-Studiengang Religion und Psychotherapie.
Von 1998 bis 2014 führte er die interdisziplinären Riehener Seminare Psychiatrie und Seelsorge durch, die jeweils ein aktuelles Thema aus psychiatrischer, psychotherapeutischer und seelsorglicher Sicht behandelten. Er ist Gründungsmitglied der Akademie für Psychotherapie und Seelsorge und Initiator deren internationalen Kongresses für Psychiatrie und Seelsorge in Gwatt bei Thun und in Marburg sowie häufiger Gastredner an den führenden Schweizer Universitätskliniken für Psychiatrie und an Internationalen Konferenzen.
Pfeifer ist Fellow der American Psychiatric Association, der Deutschen Gesellschaft für Psychiatrie, Psychotherapie und Neurologie (DGPPN) und der Schweizerischen Gesellschaft für Psychiatrie und Psychotherapie (SGPP).
Pfeifer hat über zwanzig wissenschaftliche Arbeiten in internationalen medizinischen und theologischen Zeitschriften veröffentlicht. Er ist auch Herausgeber der Heftreihe „Psychiatrie und Seelsorge“. Pfeifers sieben Bücher wurden teilweise in bis zu zehn Sprachen übersetzt.

## Privates
Pfeifer ist verheiratet und hat drei erwachsene Söhne. Seine Frau Annemarie Pfeifer-Eggenberger ist Psychologin, Autorin von Erziehungsbüchern und Politikerin.

## Veröffentlichungen
- Gesundheit um jeden Preis?. Alternative Medizin und christlicher Glaube, Brunnen, Basel 3. Aufl. 1981, 12. Aufl. 1988, ISBN 978-3-765558313.
- Die Schwachen tragen. Psychische Krankheit und biblische Seelsorge, Brunnen, Basel 1988. 5. Aufl. 2002 unter dem Titel: Die Schwachen tragen. Psychische Erkrankungen und biblische Seelsorge, ISBN 978-3-765512667. 7. aktualisierte Auflage: Esras.net, Niederbüren, ISBN 978-3-905899-98-6.
- Der neurotische Mensch und seine Lebensnöte, CDK, Zürich 1990.
- Wenn der Glaube zum Problem wird, Brendow, Moers 1999, ISBN 978-3-870677909.
- Glaubensvergiftung: ein Mythos? Analyse und Therapie religiöser Lebenskonflikte, Brendow, Moers 1999, ISBN 978-3-870675196.
- Schizophrenie: Diagnose und Therapie – Seelsorge und Bewältigung, Klinik Sonnenhalde, Riehen, 3. überarb. Aufl. 2005, ISBN 978-3-905709025.
- Zwang und Zweifel: Zwanghaftes Verhalten, rätselhafte Rituale und obsessive Gedanken. Diagnose und Therapie, Klinik Sonnenhalde, Riehen, 4. überarb. Aufl. 2007, ISBN 978-3-905709131.
- Schlafen und Träumen: Schlafstörungen – Diagnose und Therapie, Klinik Sonnenhalde, Riehen, 3. überarbeitete Aufl. 2009, ISBN 978-3-905709216.
- Depression – Verstehen, Beraten, Bewältigen, Klinik Sonnenhalde, Riehen, 5. Aufl. 2008, ISBN 978-3-905709162.
- Alternative Medizin – Spannungsfeld Alternativmedizin, Psyche und Glaube, Klinik Sonnenhalde, Riehen, 6. Aufl. 2008, ISBN 978-3-905709148.
- Trauma – Die Wunden der Gewalt: Seelische Traumatisierung – Komplextrauma – PTSD Ursachen – Folgen – Bewältigung, Klinik Sonnenhalde, Riehen 2009, ISBN 978-3-905709223.
- Borderline – Emotional instabile Persönlichkeitsstörung: Diagnose – Therapie – Seelsorge, Klinik Sonnenhalde, Riehen, 6. Aufl. 2009, ISBN 978-3-905709193.
- Angst – verstehen und bewältigen, Klinik Sonnenhalde, Riehen, 5. überarbeitete Aufl. 2011, ISBN 978-3-905709230.
- Internetsucht – Die dunkle Seite des Netzes – Verstehen, Beraten, Bewältigen, Klinik Sonnenhalde, Riehen, 3. Aufl. 2012, ISBN 978-3-905709278.
- Stress und Burnout verstehen und bewältigen: Seminarheft Psychiatrie und Seelsorge, Klinik Sonnenhalde, Riehen, 3. Aufl. 2012, ISBN 978-3-905709254.
- Wenn Sensibilität zur Krankheit wird, Klinik Sonnenhalde, Riehen, 4. Aufl. 2012, ISBN 978-3-905709247.
- Wenn der Glaube zum Konflikt wird: Wege zur inneren Heilung, Brunnen, Basel 2009, ISBN 978-3-765514371.
- Der sensible Mensch. Zwischen Begabung und Verletzlichkeit, SCM R. Brockhaus, Wuppertal 7. Aufl. 2009, ISBN 978-3-417118032.
- Der sensible Mensch. Leben zwischen Begabung und Verletzlichkeit, SCM Hänssler Verlag, 3. Aufl. 2015, ISBN 978-3-775154000.
- Weisheit als Ressource in der Psychotherapie – Ein Überblick, Springer, Berlin 2015, ISBN 978-3-658-09582-6.

als Mitautor
- mit Annemarie Pfeifer: Eheseminar. Grundlagen einer erfüllten Ehe, CDK, Zürich 1988.
- mit Wolfgang J. Bittner: An Leib und Seele heil werden. Alternativmedizin, Psyche und Glaube, SCM R. Brockhaus, Wuppertal 2. Aufl. 1997, ISBN 978-3-417110722.
- mit Wolfgang J. Bittner: Auf der Suche nach Gesundheit: Chancen und Grenzen der Alternativmedizin, SCM R. Brockhaus, Wuppertal 3. Aufl. 2008, ISBN 978-3-417262391.
- mit Hansjörg Bräumer: Die zerrissene Seele. Borderline und Seelsorge, Hänssler, Neuhausen 2010, ISBN 978-3-775152396.
- mit Thomas Schirrmacher (Hrsg.): Depression: Krankheit der Moderne, SCM Hänssler, Neuhausen 2010, ISBN 978-3-775151795.
- mit Michael Utsch und Raphael M. Bonelli: Psychotherapie und Spiritualität: Mit existenziellen Konflikten und Transzendenzfragen professionell umgehen, Springer, Berlin 2014, ISBN 978-3-642025228.
- mit Henning Freund: Spiritualisierung oder Psychologisierung? Deutung und Behandlung außergewöhnlicher religiöser Erfahrungen, Kohlhammer, Stuttgart 2019, ISBN 978-3-17-037452-2

als Herausgeber
- Seelsorge und Psychotherapie. Chancen und Grenzen der Integration, Brendow, Moers 1991, ISBN 978-3-870674144.
- Psychotherapie und Seelsorge im Spannungsfeld. Zwischen Wissenschaft und Intuition, Brendow, Moers 1999, ISBN 978-3-870676339.